# Forcipomyia furfura
Forcipomyia furfura är en tvåvingeart som beskrevs av Meillon och Wirth 1989. Forcipomyia furfura ingår i släktet Forcipomyia och familjen svidknott.
Artens utbredningsområde är Zimbabwe. Inga underarter finns listade i Catalogue of Life.